# Leópolis
Leópolis är en kommun i Brasilien.   Den ligger i delstaten Paraná, i den södra delen av landet, 900 km söder om huvudstaden Brasília. Antalet invånare är 4 145.
Omgivningarna runt Leópolis är en mosaik av jordbruksmark och naturlig växtlighet. Runt Leópolis är det ganska glesbefolkat, med 43 invånare per kvadratkilometer.